# Maresia pygmaea
Maresia pygmaea är en korsblommig växtart som först beskrevs av Alire Raffeneau Delile, och fick sitt nu gällande namn av Otto Eugen Schulz. Maresia pygmaea ingår i släktet Maresia och familjen korsblommiga växter. Inga underarter finns listade i Catalogue of Life.